# Yevgeny Pavlovsky
Yevgeny Nikanorovich Pavlovsky (russe : Евге́ний Никано́рович Павло́вский ; 22 février 1884, aujourd'hui Oblast de Voronej - 27 mai 1965, Leningrad) est un zoologiste soviétique, entomologiste, académicien de l'Académie des sciences de l'URSS (1939), de l'Académie des sciences médicales de l'URSS (1944), membre honoraire de l'Académie tadjike des sciences (1951) et lieutenant général du service médical de l'Armée rouge pendant la Seconde Guerre mondiale.

## Carrière
En 1908, Yevgeny Pavlovsky est diplômé de l'Académie de médecine militaire de Saint-Pétersbourg. Il devient professeur à son alma mater en 1921. En 1933–1944, il travaille à l'Institut pansyndical de médecine expérimentale de Leningrad et simultanément à la branche tadjike de l'Académie soviétique des sciences (1937–1951). Yevgeny Pavlovsky occupe le poste de directeur de l'Institut de zoologie de l'Académie soviétique des sciences en 1942-1962. En 1946, il est nommé chef du Département de parasitologie et de zoologie médicale à l'Institut d'épidémiologie et de microbiologie de l'Académie soviétique des sciences médicales. Yevgeny Pavlovsky est le président de la Société géographique soviétique en 1952-1964. Sous la direction de Pavlovsky, ils organisent de nombreuses expéditions complexes en Asie centrale, en Transcaucasie, en Crimée, en Extrême-Orient russe et dans d'autres régions de l'Union soviétique pour étudier les maladies parasitaires et transmissibles endémiques (fièvre récurrente à tiques, encéphalite à tiques, fièvre de Pappataci, leishmaniose etc...). Yevgeny Pavlovsky introduit le concept de nidalité naturelle des maladies humaines, défini par l'idée que les foyers de maladies à l'échelle microscopique sont déterminés par l'ensemble de l'écosystème. Ce concept jette les bases de l'élaboration d'un certain nombre de mesures préventives et favorise le développement de la tendance environnementale en parasitologie (en collaboration avec les travaux du parasitologue Valentin Dogel). Yevgeny Pavlovsky étudie l'organisme hôte en tant qu'habitat pour les parasites (parasitocénose), de nombreuses questions de parasitologie régionale et paysagère, les cycles de vie d'un certain nombre de parasites, la pathogenèse de l'infection par les helminthes. Pavlovsky et ses collègues scientifiques étudient la faune des insectes suceurs de sang volants (moucheron) et les méthodes de contrôle de ceux-ci et des animaux venimeux et les caractéristiques de leur venin.

## Publications et distinctions
Les principaux travaux d'Evgeny Pavlovsky sont consacrés aux questions de parasitologie. Il est l'auteur de plusieurs manuels et manuels sur la parasitologie. Pavlovsky est député du Soviet suprême de l'URSS des 2e, 3e et 4e convocations. Il reçoit le Prix d'État d'URSS (1941, 1950), le prix Lénine (1965), la médaille d'or Mechnikov de l'Académie des sciences de l'URSS (1949) et la médaille d'or de la Société géographique soviétique (1954). Yevgeny Pavlovsky reçoit cinq ordres de Lénine, quatre autres ordres et de nombreuses médailles.